# O Mistério
O Mistério (The Five Find-Outers no original), é uma colecção de livros infantojuvenis de mistério escritos por Enid Blyton e publicados de 1943 a 1961. A acção passa-se numa terra fictícia chamada Peterswood, localizada em Bourne End, próxima de Marlow, Buckinghamshire. As crianças Larry (Laurence Daykin), Fatty (Frederick Trotteville), Pip (Philip Hilton), Daisy (Margaret Daykin), Bets (Elizabeth Hilton) e Buster, o cão de Fatty descobrem um mistério em quase todas as férias escolares, resolvendo sempre o puzzle antes de Mr Goon, o polícia desagradável da terra, o que contribui para a sua irritação.

## Livros
1. O Mistério da Casa Queimada – no original The Mystery of the Burnt Cottage (1943)
2. O Mistério da Gata Desaparecida – no original The Mystery of the Disappearing Cat (1944)
3. O Mistério do Quarto Secreto – no original The Mystery of the Secret Room (1945)
4. O Mistério das Cartas Anónimas – no original The Mystery of the Spiteful Letters (1946)
5. O Mistério do Colar Desaparecido – no original The Mystery of the Missing Necklace (1947)
6. O Mistério da Casa Invisível – no original The Mystery of the Hidden House (1948)
7. O Mistério do Gato Cómico – no original The Mystery of the Pantomime Cat (1949)
8. O Mistério do Ladrão Invisível – no original The Mystery of the Invisible Thief (1950)
9. O Mistério do Príncipe Desaparecido – no original The Mystery of the Vanished Prince (1951)
10. O Mistério do Saco de Roupa – no original The Mystery of the Strange Bundle (1952)
11. O Mistério do Dinheiro Roubado – no original The Mystery of Holly Lane (1953)
12. O Mistério da Casa Azul – no original The Mystery of Tally-Ho Cottage (1954)
13. O Mistério do Homem Desaparecido – no original The Mystery of the Missing Man (1956)
14. O Mistério das Estranhas Mensagens – no original The Mystery of the Strange Messages (1957)
15. O Mistério da Torre Assombrada – no original The Mystery of Banshee Towers  (1961)